# 로빈 와이즈먼
로빈 와이스먼(Robin Weisman, 1984년 3월 14일 ~ )은 미국의 배우이다.
할리우드에서 태어났다.

## 영화
- 세 남자와 아기 2 (1990년)